# Crazy in the Night (Barking at Airplanes)
"Crazy in the Night (Barking at Airplanes)" é uma canção da cantora e compositora americana Kim Carnes. O single chegou a #15 posição na Billboard Hot 100. Este foi o último single a alcançar o Top 40 nos EUA até o momento; A faixa também alcançou a #24 posição no Hot Dance Club Play.
A canção também fez sucesso na Europa; além de alcançar o #3 lugar na África do Sul, seu maior sucesso desde "Bette Davis Eyes" que alcançou o #1 lugar em 1981.

## Listas de músicas e formatos
7" Single
- A   "Crazy in the Night (Barking at Airplanes)" (3:35)
- B   "Oliver (Voice on the Radio)" (3:46)

12" Single
- A   "Crazy in the Night (Barking at Airplanes)" (Dance Mix) (5:10)
- B   "Barking at Airplanes (Part 2)" (Dub Mix) (4:59)

## Desempenho nas paradas
| Gráfico (1985)                              | Posição |
| ------------------------------------------- | ------- |
| África do Sul                               | 3       |
| Áustria                                     | 8       |
| EUA - Billboard Hot 100                     | 15      |
| EUA - Billboard (Hot Dance Music/Club Play) | 24      |